# Mesquita de Xalí
La mesquita de Xalí, anomenada oficialment Orgull dels Musulmans, està ubicada a la població txetxena de Xalí. Va ser inaugurada l'any 2019, i és considerada pels seus impulsors com la mesquita més gran d'Europa. Pot acollir més de 30.000 fidels,
L'edifici, construït per arquitectes uzbeks, té una cúpula i minarets de 43 i 63 metres d'alçada respectivament, i està cobert de marbre blanc de l'illa grega de Tassos, molt apreciat pel seu efecte lluminós i apaivagant de la calor. El canelobre central de vuit metres pesa més de dues tones i mitja, i està acompanyat de 395 làmpades decorades amb pedres d'Swarovski. Els terrenys adjacents disposen de 12 fonts en una superfície de 5 hectàrees, plantades amb prop 2000 arbres i rosers. Originalment estava previst que la mesquita portés el nom del president txetxè, Ramzan Kadírov, però en l'acte inaugural del 29 d'agost de 2019 (coincidint amb l'aniversari del seu pare Akhmat Kadírov), es va anunciar que portaria el nom d'Orgull dels Musulmans en honor del profeta Mahoma. A la inauguració hi van assistir diverses autoritats religioses saudites i dels emirats del Golf Pèrsic.